# Rimouski Océanic
La Rimousky Océanic è una squadra giovanile canadese di hockey su ghiaccio con sede a Rimouski, in Québec. La squadra milita nella Quebec Major Junior Hockey League.

## Storia
Il team ha fatto il suo debutto nel 1995 in seguito all'acquisizione e al trasferimento della Lynx de Saint-Jean da parte di un gruppo di azionisti guidati da Maurice Tanguay e suo figlio Jacques.
È nota per aver annoverato tra le sue file il giocatore Sidney Crosby.